# Jeronimas Kačinskas
Jeronimas Kačinskas (* 17. April 1907 in Viduklė; † 15. September 2005 in Boston) war ein litauisch-amerikanischer Komponist.

## Leben
Geboren als Sohn eines Kirchenorganisten in der kleinen Gemeinde Viduklė im damals zum Russischen Kaiserreich gehörenden Litauen, erhielt Jeronimas Kačinskas seine frühe musikalische Ausbildung von seinem Vater, dann am 1923 eröffneten Konservatorium von Klaipėda. 1929–1931 studierte er bei Jaroslav Křička am Prager Konservatorium. Dort besuchte er auch die Dirigentenklassen von Pavel Dědeček und Method Doležil sowie den Vierteltonlehrgang bei Alois Hába. 1933 gründete er in Klaipėda ein Sinfonieorchester und 1934 eine Operntruppe, mit der er Verdis La Traviata und Gounods Faust zu litauischen Erstaufführungen brachte. In der Folge unterrichtete er am Konservatorium von Vilnius. Daneben arbeitete er u. a. als Musikpublizist und für den Rundfunk sowie als Dirigent mehrerer Orchester. Neben dem klassischen Repertoire setzte er sich besonders für die Werke litauischer Komponisten ein.
Während des Zweiten Weltkriegs war Kačinskas 1941–1943 in der Nachfolge von Balys Dvarionas Leiter des Litauischen Philharmonischen Sinfonieorchesters, 1942–1944 Dirigent des Opernensembles von Vilnius, Dirigent des Sinfonieorchester der Vilniuser Musikschule und Leiter der dortigen Kammermusik- und Dirigierklassen. 1944 flüchtete er mit seiner Frau Elena Šlevaitė aus Litauen, um der aufgrund seiner opportunistischen Haltung zu befürchtenden Deportation nach Sibirien durch die Sowjetbehörden zu entgehen. Über polnisches Gebiet und die Tschechoslowakei gelangten sie nach Bayern, wo sie sich in der US-amerikanischen Zone in Sicherheit befanden und 1945–1948 in Augsburg lebten. Fast sämtliche seiner bis dahin entstandenen Kompositionen gingen in dieser Zeit verloren. 1949 emigrierte das Paar weiter in die USA, wo Kačinskas eine Stellung als Kirchenorganist und Chorleiter in Boston fand und ab 1952 auch wieder mit Orchesterdirigaten begann. 1967–1986 unterrichtete er Komposition und Dirigieren am Berklee College of Music, das wiederholt Aufführungen seiner Werke organisierte. Bis 1995 wirkte er zudem an der St. Peter Lithuanian Church and Parish in South Boston. Nach dem Zerfall der Sowjetunion und der neuerlichen litauischen Unabhängigkeit besuchte Kačinskas 1991 erstmals wieder seine Heimat, wo ihm die Ehrenbürgerschaft von Klaipėda und der Litauische Nationalpreis verliehen wurden. Jeronimas Kačinskas starb am 15. September 2005 im 99. Lebensjahr in Boston.

„Der Komponist und Dirigent Jeronimas Kačinskas gilt als einer der prominentesten Vertreter der Moderne im Litauen der Zwischenkriegszeit, der die Bedeutung von Intuition und Individualität betonte. In Prag studierte er bei Alois Hába, von dem er die Idee der mikrotonalen und athematischen Musik übernahm: Nichts in der Natur und im menschlichen Leben ist wiederkehrend, daher muss auch Musik nach den Prinzipien der Nicht-Wiederholung geschrieben werden. In Litauen schrieb Kačinskas mikrotonale Werke und gründete er die Klassen für mikrotonale Musik in Kaunas und Klaipėda, jedoch gingen alle seine mikrotonalen Werke während des Zweiten Weltkriegs verloren. 1938 würdigte der Kongress der Internationalen Gesellschaft für Neue Music (ISCM) in London Kačinskas Nonett, das mit der Musik von Béla Bartók verglichen wurde. Nach der Emigration in die USA schrieb Kačinskas vor allem religiöse Musik und arbeitete als Dirigent und Pädagoge.“

## Werke (Auswahl)

### Oper
- Juodas laivas (Schwarzes Schiff). Oper nach einem Libretto von Algirdas Landsbergis (1975)

### Orchester
- Sinfonische Fantasie Nr. 1 (1940)
- Hymne an das Licht. Sinfonisches Poem (1947)
- Das Geheimnis der Erlösung. Sinfonisches Poem (1956)
- Lento. Sinfonisches Poem (1957)
- Vilnius-Suite (1960)
- Sinfonische Fantasie Nr. 2 (1960)
- Transzendente Expressionen für Blasorchester und Orgel (1964)
- Fünf Konzertetüden für Streichorchester (1989)

### Soloinstrument(e) und Orchester
- Konzert für Trompete und Orchester (1931)
- Konzert für Flöte und Streichorchester (1962)

### Duos und Kammermusik
- Streichquartett Nr. 1 (1930)
- Streichquartett Nr. 2 (1931)
- Nonett (1932)
- Vier Miniaturen für Flöte, Klarinette und Violoncello (1958)
- Klavierquintett (1978)
- In Litauen für Flöte, Violine, Viola und Violoncello (1980)
- Trio Nr. 3 für Flöte, Klarinette und Viola „Litauisches Trio“ (1980)
- Trio Nr. 4 für Flöte, Klarinette und Fagott „Litauische Suite“ (1981)
- Duo für Violine und Violoncello (1990)
- Streichquartett Nr. 3 (1993)

### Orgel
- Kurze Fantasie (1969)
- Kontraste (1970)
- Duo für Violine und Violoncello (1990)

### Gesang und Klavier
- Tėviškės medžiai (Mutters Bäume) nach Worten von Kazys Bradūnas (1953)
- Audra (Sturm) nach Worten von Pranas Lembertas (1958)
- Paslaptis (Das Geheimnis) nach Worten von Kotryna Grigaitytė (1968)
- Drei Volkslieder (1977)
- Nėra šalies tokios (Kein solches Land) nach Worten von Jonas Rūtenis (1980)
- Kur tavo dainos (Wo sind deine Lieder) nach Worten von Kazys Binkis (1994)
- Prabilkit stygos (Sprecht, Saiten) nach Worten von Jurgis Tilvytis (1996)

### Sakralmusik
- Missa brevis für Männerchor (1945)
- Missa in Honorem Immaculati Cordis Beatae Mariae Virginis für Soli, Chor, drei Trompeten, drei Posaunen, Tuba und Orgel (1951)
- Te deum laudamus für Sopran, Tenor, Chor und Orgel (1965)
- Saulės giesmė (Sonnengesang) nach Worten von Franz von Assisi für Bariton, Chor und Orgel oder Orchester (1982)
- 2000 Year Anniversary of Jesus Christ‘s Holy Message to the People für Horn, drei Trompeten, drei Posaunen und Tuba (2000)
- Jesu Dulcis für gemischten Chor (2001)

Zahlreiche weitere Werke in den Gattungen Sakralmusik, Kammermusik, Solostücke für Klavier, Lied und Chor.

## CD-Diskographie
- Streichquartett Nr. 4 (Vilniaus plokštelių studija VSCD-079, 2001)
- Musik für Chor (Litauisches Musinformationszentrum LMIPC CD 052, 2008)
- Religiöse Chormusik (Litauisches Musinformationszentrum MILC KL 012, 2008)
- Nonett, Reflexionen für Klavier, Kammerfantasie, Streichquartett Nr. 3 – Gabrielius Alekna (Klavier), Vilnius String Quartet, St. Christopher Quintet u. a. – auf: Kačinskas. Chamber and Instrumental Music (Toccata Classics TOCC 0169, 2013)
- Terra tremuit. Osterhymnus – Šiauliai Staatskammerchor Polifonija, Dirigent: Tomas Ambrozaitis – auf: Litauische Motetten (Polifonija, 2015)